# 근준
근준(靳準, ? ~ 318년)은 중국 오호 십육국 시대 한나라(후의 전조)의 관료이자 외척이었다. 318년, 그는 자신의 사위인 한나라 황제 유찬(은제)을 상대로 쿠데타를 일으켜 유찬을 비롯한 한나라 황실 유씨 가문의 종족들을 몰살시켰다. 이후, 유찬의 뒤를 이은 황제 유요와 석륵은 그의 군대를 포위, 압박하였고, 패망할 가능성이 보이는 사태에 직면하자, 그의 추종자들은 그를 암살하였다. 그는 한족이었을 것으로 추정되지만, 그것은 완전히 명확하지 않다.

## 생애
중호군(中護軍) 관직을 맡았다.
315년, 유총이 근준의 딸인 근월광(靳月光)을 상황후(上皇后), 근월화(靳月華)를 우황후(右皇后)로 삼았다. 이후 유총이 주색에 빠져 지냈고, 근준의 관직은 대사공(大司空), 영사례교위(領司隷校尉)에 이르렀다. 근준의 다른 어린 딸은 유찬의 태자비가 되었다.
318년, 유총이 죽고 유찬이 즉위하였다. 근준은 유찬을 폐출할 것을 은밀히 모의하였고, 먼저 유찬에게 종실 대신인 태재(太宰) 유경(劉景), 대사마(大司馬) 유기(劉驥), 유기의 동생 거기대장군(車騎大將軍) 오왕(吳王) 유영(劉逞), 태사(太師) 유의(劉顗), 대사도(大司徒) 제왕(齊王) 유매(劉勱)를 모반으로 무고하여 주살할 것을 건의하였다. 처음에 유찬은 동의하지 않았으나 황후 근씨와 황태후 근월화의 권유로 근준에게 죽이고 정벌하는 대권을 넘겼다.
8월, 근준이 종실 대신들을 도륙하였고, 이후 유찬을 공격해 죽인 뒤 평양(平陽)에 있던 유씨 황족을 모두 죽였다. 근준은 자립하여 대장군(大將軍), 한천왕(漢天王)이 되었고, 동진을 향해 칭신하였다.
9월, 전조의 대장(大將) 유요와 석륵이 연합하여 병사를 일으켜 근준을 공격했다.
10월, 유요가 장안에서 황제를 칭했다.
12월, 근준이 당제(堂弟) 근명(靳明), 좌우거기장군 교태(喬泰), 왕등(王騰), 위장군(衛將軍) 근강(靳康)에게 살해되었고, 평양은 함락되었다. 근씨의 일족은 모두 유요에게 도륙되었다.

### 유총연간 -한나라의외척으로서
근준이 언제 어디서 태어났는지, 그 배경 및 그 생애 전반기와 중반기의 행적 등에 대해서는 전혀 알려진 바 없다. 역사상 그에 대한 첫 기록은 315년에 있었다. 당시 그는 한나라에서 중호군(中護軍)이라는 관직을 맡고 있었다. 한나라 황제 유총(소무제)은 근준의 집을 방문하여 그의 아름다운 두 딸 근월광(靳月光)과 근월화(靳月華)를 후궁으로 데려갔다. 유총은 근월광을 좌귀빈(左貴嬪)으로, 근월화를 우귀빈(右貴嬪)으로 삼았다. 그러다가 그로부터 몇 달 뒤에는 근월광을 황후로 세웠다. 이후 유총은 근월광을 상황후(上皇后)로, 근월화를 우황후(右皇后)로 삼았다. 이 당시의 유총은 여러 황후들을 세우는 매우 비정상적인 행보를 시작하고 있었다. 같은 해, 관료 어사대부 진원달은 상황후 근월광이 간통죄를 범했다는 사실을 알게 되었고, 그녀를 탄핵하기에 이르렀다. 그녀를 각별히 총애하던 유총은 아버지 대부터의 공신이었던 진원달의 주장을 무시할 수 없어 하는 수 없이 그녀를 폐위시켜야겠다고 생각하게 되었다. 그녀는 이를 부끄러워하며 자살했다. 얼마 지나지 않아 유총은 그녀의 아름다운 자태를 떠올렸다. 이 사건으로 그는 진원달에게 원한을 품게 되었다.

## 가족 관계
- 본인 : 근준(靳準, ?~318년)
  - 딸 : 근월광(靳月光, ?~315년) : 유총의 상황후(上皇后)
  - 딸 : 근월화(靳月華, ?~319년?) : 유총의 우황후(右皇后)
  - 딸 : 근씨(靳氏, ?~?) : 이름 미상. 근준의 막내딸로 유찬의 황후
- 사촌동생 : 근명(靳明, ?~319년) : 거기장군
- 사촌동생 : 근강(靳康, ?~319년) : 위장군
  - 조카딸 : 근씨(靳氏, ?~?) : 이름 미상. 근강의 딸

## 출전, 각주 및 참고 문헌
1. ↑  《진서》, 권102.
2. ↑  《자치통감》, 권89.